# 瓦洛嘉
瓦洛嘉（Vladimir Nakhratov，1973年8月12日—），全名弗拉基米尔·纳赫拉托夫，“瓦洛嘉”为其本名Vladimir的爱称“Volodya”。是一名曾经效力于中国甲A联赛上海申花的俄罗斯足球运动员，司职前锋。

## 简介
瓦洛嘉于1994年中国第一届职业足球联赛开始前加盟上海申花，是中国足球最早也是最廉价的外援，他的薪酬当时才每月500美元。当时主帅徐根宝单独去俄罗斯圣彼得堡选择外援，但是被泽尼特一队、二队高昂的开价吓退，转而从当地的俄罗斯足球乙级联赛的业余球队圣彼得堡斯密纳签下了包括瓦洛嘉在内的三名球员。当时徐根宝只看了一场训练比赛，而且瓦洛嘉都没有上场，只观看了录像，认为他身材、场上感觉不错，决定碰碰运气。
但是瓦洛嘉的表现却极其出色，曾经被主帅徐根宝形容为「状态好的时候看不懂」，1994赛季他一共攻入了11球，成为全队最佳射手，并荣获了中国职业联赛第一个“最佳外援奖”。
但是，随后的1995赛季一开局，瓦洛嘉就失去了出场机会。即使另一名主力前锋李晓已经患病离开了球队，申花却转而让后卫队长范志毅突前，并提拔年轻的谢晖，而瓦洛嘉则渐渐被淡忘。次年他曾被广东宏远签下，但是仍然没有表现的机会。